# Félix Lázaro García
Félix Lázaro García (Segovia, 1808-Segovia, 1869) fue un sacerdote y publicista español. Pensador tradicionalista, fue uno de los primeros propagandistas de la causa carlista.

## Biografía

### Primeros años y formación
Nació en Segovia, en la feligresía de los Santos Justo y Pastor, el 21 de febrero de 1808. Sus padres trataron de darle una educación esmerada y religiosa. Estudió las primeras letras y latín en su ciudad natal. 
En 1821 ingresó en el Seminario Diocesano de Segovia, donde cursó tres años de Filosofía y siete años de Sagrada Teología. En esta época destacó entre sus condiscípulos por su aplicación al estudio y por el eficaz desempeño de los varios encargos honoríficos que se le hicieron: Secretario, Fiscal, Gimnasiarca y Moderante de ambas Academias.

### Vida docente
En virtud de oposición al concurso de curatos de su diócesis, le fue conferido el de Santa Eulalia de la ciudad, del cual se encargó en enero de 1833. Desempeñó en el propio Seminario una cátedra de Filosofía por espacio de dos años, y después una de Sagrada Teología al mismo tiempo que la Secretaría de Estudios durante un año. 

### Partidario del infante Carlos
En agosto de 1837 salió de Segovia impulsado por los sucesos políticos y se trasladó al teatro de la guerra en las provincias del Norte siguiendo el partido de Don Carlos, donde permaneció hasta el convenio de Vergara.
No siéndole permitido a su regreso encargarse de su parroquia, ni vivir en Segovia, se instaló en Turégano, villa de la misma provincia. Allí escribió sobre materias políticas, componiendo su Sistema liberal impugnado por sí mismo. Habiendo sido autorizado después para residir en la Corte, se lanzó de lleno a las tareas de escritor público. Entonces ideó el plan de la Sociedad de socorros mutuos del Clero, que fundó. En marzo de 1850 regresó a la iglesia de Santa Eulalia, a la que se agregó la feligresía de Santo Tomás. El arreglo de las cofradías, un tanto descuidadas por las circunstancias y por su larga ausencia, fue uno de sus objetos preferentes. Falleció la noche del 17 de abril de 1869, cumplidos sesenta y un años de edad, y a los diecinueve de regreso a su parroquia. En el número 45 de El Amigo verdadero del Pueblo se publicó una necrología suya.

## Obras
- El sistema Liberal, impugnado por sí mismo , ó sean varios remedios caseros, descubiertos por los políticos y gobernantes de esta época y recopilados para uso y beneficio del público por un aldeano de tierra de Segovia... Madrid: Imprenta de Frosart y Comp. 1844: en 4.° menor, 347 págs. Lo escribió durante el tiempo de su permanencia en Turégano.
- Veintiun cuartos de hora de diversion. Anécdotas y cuentos para instruccion y entretenimiento de los nacidos y por nacer escritas en griego por un autor destonotido. Traducidas al castellano por Señores de corona; y publicadas por el tío Perico, Aldeano de tierra de Segovia; famoso etc. Madrid. Imprenta de D. B. A. de Sopetran 1843, en 8.°, 189 págs. Es anónima esta obra, y aun en el prólogo se indica ser tres los autores; pero en la última nota se declara ser uno solo; el cual ha tenido buen cuidado de acomodar en sus notas sucesos ocurridos en Segovia.
- Estatutos de la Sociedad de Socorros mutuos del Clero; bajo la proteccion del bienaventurado Apóstol San Pedro. Madrid 1846. Imprenta de D. José C. de la Peña. Precédenles el discurso que pronunció en la reunión de señores sacerdotes, tenida en 8 de junio de 1846 con motivo de las conferencias morales; y la Real cédula auxiliatoria en favor de la sociedad, expedida el 31 de enero de 1847. Todo forma un volumen en 4.°, de 41 págs.
- Biblioteca predicable por D. Félix Lázaro García y otros Señores Sacerdotes: 1848 y siguientes-—Madrid; Josti Redondo Calleja, 24 tomos, 4.° menor. Esta obra se generalizó así por su baratura como por la sencillez de su estilo a propósito para las aldeas; y de ella se hicieron tres ediciones; y aunque no era toda de Lázaro, se debió a su iniciativa la publicación, y a su pluma la mayor parte de los discursos.
- Archivo de Consuelos. Traducción del libro de S. Juan Crisóstomo con el Ululo de Nemo loeditur nisi á seipso. Madrid 1849. Imprenta de José Redondo Calleja: en 8.° menor, 253 págs.
- Manual de examinandos ó Coleccion de las definiciones y preguntas principales de la teología moral para disponerse con facilidad a los exámenes. Segovia. Imprenta de los Sobrinos de Espinosa. 1853, en 8.°, 334 págs.
- Seminario Cristiano y Literario. Segovia. Imprenta de los Sobrinos de Espinosa. Dos tomos en folio mayor, el 1.° de 550 págs., el 2.° de 584. Dio principio esta publicación periódica el 15 de enero de 1852, y terminó el 15 de julio de 1855.
- El Porvenir Segoviano, Periódico literario y de intereses materiales, bajo la dirección de Félix Lázaro García y Antonio Sancho. Segovia. Imprenta de Alba, 1863, 4 y 5. Salió el primer número el 19 de septiembre, y Lázaro se separó de la dirección el 19 de noviembre.[3]